# 段ヶ峰
段ヶ峰(だるがみね･だんがみね)は、兵庫県朝来市生野町栃原と宍粟市一宮町千町の境に位置する標高1103.41mの山である。播但国境に位置する生野高原にある草原状のなだらかな山容を持つ山として知られており、関西百名山、ふるさと兵庫50山にも指定されている。また、希少種でもあるイヌワシの西日本では数少ない生息地でもある。また、山頂には二等三角点が設置されている。

## 解説
市川と円山川の谷（=播但連絡道路やJR播但線の走るルート）の西側には千町ヶ峰、砥峰高原、峰山高原、生野高原の4つの高原地帯が連なる。その中で昔から播州高原といわれてきたのが、本頁で紹介している段ヶ峰からフトウガ峰にかけての生野高原である。生野高原は生野銀山で名高い生野町の西側にあって、フトウガ峰を合わせると、広さでは峰山高原とほぼ同じくらいになる。段ヶ峰は、この生野高原の最奥部に位置し、山頂は、笹等の草原が広がっている。この山頂からは氷ノ山や暁晴山、笠形山、千ヶ峰など、近隣の山々はもちろんのこと、はるか南方の六甲山までも見渡す事ができる故に、「山頂からの展望は特にすばらしい」と評されることもある。また山域は雪彦峰山県立自然公園にも指定され、そのなだらかな山容や四季折々の自然（特に秋のあたり一面にドウダンツツジが咲く頃）や風景などは、昭和30年代の中頃に、関西の登山愛好家に広く紹介されたのをきっかけに、これまで数多の登山愛好家を魅了してきた。標高が約1100mと高すぎず低すぎずであるということや、初心者向けコースも設定されていること等から、初心者も気軽に山を訪れている。 山頂までのコースは初心者向けの杉谷コースの他に、見晴らしのいい尾根道を行ったりや滝登りをしたりするなど、様々なルートが存在する。
かつては、倉谷川の倉谷最高峰だった事から、倉谷山と呼ばれていたが、地形図作成時に近隣にある標高912ｍの山、達磨ヶ峰を誤記した事から、「だるがみね」の名前が付き、やがて一般化したと地元ではいわれている。

## 登山コース
ここでは、旧生野町のホームページに紹介されていたものを中心に複数のルートを紹介する。

### 段ヶ峰縦走コース
このコースは播但連絡道路生野ランプからは車で凡そ5分の生野高原ゴルフ場を起点に、達磨ヶ峰とフトウガ峰を尾根づたいに歩き段ヶ峰山頂へ行く片道3時間程度の初心者向けコースである。
このコースは、生野高原ゴルフ場（標高570m）を出ると、達磨ヶ峰山頂まで高低差約350mの急勾配の山道を登らねばならない。稜線上に上がりきり達磨ヶ峰山頂が近づいてくる辺りで、銀山湖、三国岳、千ヶ峰などが見渡せる位置になる。起点の生野高原ゴルフ場からこの尾根付近にかけては、過去には牛の放牧地であったこともあり、現在でもススキ等の草が多いのは、当時、頻繁に野焼きが行われていたからであるとされている。この達磨ヶ峰からフトウガ峰の間の区間には、2つの大きな起伏があり、それぞれのコブの頂上付近以外は、大半が雑木林であり、登山道はその中を歩く形になる。さて、達磨ヶ峰より、大凡20分程度歩を進めると、通称最低コルと呼ばれる鞍部に到達する。ここからフトウガ峰山頂までの区間の勾配はかなりきつい為、注意が必要である。急坂の区間を抜け、勾配も緩やかになり、周りに笹原が広がり、大岩がそこかしこに点在しはじめると、フトウガ峰山頂は間近である。フトウガ峰山頂を過ぎると間もなく杉谷コースと合流する。ここから先、段ヶ峰までの区間は、起伏もほとんどないなだらかな尾根道を進んでいく。このあたりの山肌は秋には紅葉で赤く染まる。さて、フトウガ峰を出て大凡40分程歩き続けると1本の大きな松の木が見えてくる。これが段ヶ峰山頂である。

### 杉谷コース
杉谷コースはフトウガ峰山頂と町道を結ぶ最短のコースであり、フトウガ峰山頂付近で、段ヶ峰縦走コースから分岐し段ヶ峰から楽に下山するルートとして使われる事が多いという。初心者でも安全に歩くことのできるルートであるが、急勾配の杉林の中をジグザグに通っていくルートであるので、足元には十分な注意が必要である。

## 段ヶ峰ウインドファーム
かつて、段ヶ峰を中心とする山域には、風力発電所の建設が計画されていた。計画では、尾根上に高さ100～130m、直径70～88mの風車22基が並ぶことになり、建設されれば国内最大級の風力発電所になる予定であった。この風車建設予定地は達磨ヶ峰、フトウガ峰、段ヶ峰、奥段ヶ峰と続く兵庫の山の中でも特に人気の高い縦走コースに重なっていた　。2000年代前半に行われた生体調査では、ここに絶滅危惧種であり、兵庫県はじめ西日本では個体数、繁殖数ともに減少し続けているイヌワシが飛来していることが分かり、更に近くにその巣があることも確認された。それ故、風車へのイヌワシの衝突を危惧する声が上がったこともある他、イヌワシは食物連鎖の頂点にある動物である事から、その構造物（建設・管理の為の道路なども含む）永らく形成･維持されてきた生態系の破壊につながる危険性を指摘する者もいた。　
　

## 地質
約170万年前の、一般に氷河時代と呼ばれる、地球の気温が低くなる時期(=氷期)が数度に渡り繰り返し訪れた時代に、岩石の割れ目に入った水は、凍ると体積が大きくなって岩石を割るという性質がもたらす変成作用が多数起こり、山頂付近の岩石は割れ落ちて山上の低いところを埋めた。その結果として、段ヶ峰特有の起伏が少なく緩やかな高原状の地形が生まれたと言われている。このような地形を地質学では「化石周氷河斜面」と呼んでいる。
岩塊流は、割れ落ちた岩石が、凍ったり融けたりしてゆるくなった表土の上を岩石自身の重みでずるずると移動し、山上の低いところに集まって筋のように連なった物の事である。段ヶ峰における岩塊流は、兵庫県内でも最大級のもので、苔が厚く覆った岩石が幾重にも重なっている姿からは歴史の長さが分かる。尚、岩塊流はこの山の他近接する千町ヶ峰の山腹にも存在する。 
この「化石周氷河斜面」や「岩塊流」の在る地形というのは、氷河地帯の周辺地域に見られる。それ故に「周氷河地形」と呼ばれる事が一般的であるが、段ヶ峰にそれが存在するということは裏返せば、かつて氷期には、兵庫県下にあっても、このような寒冷な気候を反映した地形が存在していたという事実を示す地質学的に貴重な資料でもある。このような周氷河地形は、兵庫県下では段ヶ峰の他には、峰山高原、砥峰高原などで見つかっているのみである。そして、このような周氷河地形の存在は1998年に「ひょうごの地形・地質・自然景観レッドデータ」において、「規模的、質的にすぐれており貴重性の程度が最も高く、全国的価値に相当するもの」に該当する物に与えられるAランクに指定されるまでに至っている。

## 脚註
1. 1 2 3 4 5 6 7 8 9  　段ヶ峰（Yamakei Online 2013年3月3日閲覧）
2. 1 2 3 4 5  『自然保護』2006年7･8月号「特集：風力発電事業を考える」
3. ↑  “Google ストリートビュー 段ヶ峰”.  Google ストリートビュー (2012年6月). 2017年12月17日閲覧。
4. 1 2  段ヶ峰　但馬情報特急（公益財団法人但馬ふるさとづくり協会･但馬広域行政事務組合）2013年2月11日閲覧
5. 1 2 3 4 5 6 7 8 9 10 11 12 13 14 15 16  段ヶ峰　生野再発見　生野町観光協会　2013年3月5日閲覧
6. ↑  段ヶ峰　全国旅そうだん　日本観光振興協会　2013年3月5日閲覧
7. ↑  基本情報（段ヶ峰）　じゃらんnet 2013年3月3日閲覧
8. ↑  『関西の山歩き100選』昭文社
9. 1 2 3 4  兵庫県段ヶ峰ウインドファーム事業に対する意見書(PDF)（日本イヌワシ研究会　2005年10月28日資源エネルギー庁長官宛で提出）　2013年3月3日閲覧
10. 1 2 3 4 5 6 7 8 9 10  『兵庫の地質』発行元:兵庫県 1996年
11. 1 2 3 4 5 6 7 8 9 10  『地理学評論』　「兵庫県中央部，峰山高原の地形と岩塊流」　田中眞吾・野村亮太郎・井上　茂・田中智彦・土田恵子・小倉博之・高田和則　1988年共同発表
12. 1 2 3 4 5 6 7 8 9 10  『地理学評論』 「中国山地東部における後期更新世の山地堆積地形とその形成環境」　田中眞吾・野村亮太郎　1992年共同発表